# Park im. Anny i Erazma Jerzmanowskich w Prokocimiu
Zespół Pałacowo-Parkowy Anny i Erazma Jerzmanowskich w Prokocimiu – zespół znajdujący się w Krakowie w dzielnicy Bieżanów-Prokocim. Całość wpisana do rejestru zabytków pod nr rej.: A-639 w dniu 22 marca 1983.

## Historia
Zapewne to biskup krakowski Prokop założył około 1295 roku wieś Prokocim. W XVI wieku we wsi istniał folwark, a na terenie obecnego parku znajdowało się kilka sadzawek i sady. Obok dworu posadzono grupę dębów szypułkowych, z których jeden jeszcze kilkadziesiąt lat temu rósł w pobliżu obecnego pałacu (obecnie stoi zachowany częściowo jego pień). Kolejne dęby posadził ród książąt Zasławskich w poł. XVII wieku – dęby te są najstarszymi drzewami w obecnym parku.
W połowie XVIII wieku Prokocim stał się własnością rodziny Wodzickich. Pierwszy dziedzic Prokocimia z tej rodziny, ksiądz kanonik Michał Wodzicki zbudował na miejscu dawnego centralnego placu wsi (Nawsia) dwór z muru pruskiego, przy którym założył ogród w stylu włoskim, który należy traktować jako zaczątek obecnego parku. Do dworu od strony Krakowa wiodła aleja dojazdowa wysadzaną lipami Jeden z kolejnych właścicieli Prokocimia, bratanek Michała, Eliasz Wodzicki, około 1780 roku na miejscu wspomnianego dworu zbudował dla swojej żony nowy, murowany dwór, zwany niekiedy pałacem. W 1810 jego syn, Józef Wodzicki, założył przy nim park w stylu angielskim, a kilkanaście lat później na fundamentach starego pałacu zbudował zachowany do dzisiaj pałac w stylu klasycystycznym. W kolejnych latach dosadzano buki, jesiony, dęby, klony, topole i wytyczano alejki spacerowe. W 1891 Karol Knaus rozpoczął przebudowę pałacu na zlecenie hrabiego Józefa Grodzickiego w stylu eklektycznym, która to przebudowa trwała do 1895. Jest to jego jedno z najwybitniejszych dzieł, które przetrwało do dziś.
25 czerwca 1895 Józef Grodzicki sprzedał majątek Erazmowi Jerzmanowskiemu. Park otoczono ażurowym ceglanym murem. Zbudowano oranżerię, od rzeki Drwinki poprowadzono przez park strumień, który zasilał trzy stawy rybne. Parkowe alejki otrzymały malownicze mostki, a wśród klombów pojawiły się parkowe rzeźby. Po śmierci Erazma Jerzmanowskiego (zm. 7 lutego 1909) jego żona Anna w 1910 sprzedała majątek zakonowi Augustianów. Inicjatorem kupna i pierwszym administratorem był ks. Grzegorz Uth. Zbudowano kaplicę, adaptując do tego celu dawną dworską stajnię, poświęconą 13 lutego 1911, natomiast budynek dawnych czworaków zaadaptowano na potrzeby plebanii. W pałacu utworzono szkołę dla chłopców o nazwie "Nowa Szkoła". Jednym z jej nauczycieli i wychowawców był historyk literatury, późniejszy prof. UJ Stanisław Pigoń. 7 stycznia 1917 Augustianie utworzyli w Prokocimiu nową parafię. W czasie I wojny światowej w pałacu mieścił się austriacki sztab wojskowy Twierdzy Kraków, a w czasie II wojny pałac zajmowali Niemcy.
W 1950 zakon Augustianów w Polsce został rozwiązany a majątek przejął skarb państwa. W pałacu utworzono dom dziecka, który działał tutaj nieprzerwanie do 2003. Park pałacowy przekształcono w park miejski. W 1966 ówczesne władze postanowiły przebudować park, niestety ze szkodą dla jego urody. Strumyki zasypano, podobnie jak zbiorniki wodne, mostki rozebrano, a po stawach zostały jedynie zagłębienia w terenie. W latach 1966–1970 na miejscu największego stawu wybudowano stadion sportowy dla KS "Kolejarz" (obecnie KKS Prokocim).
W 1989 powstało "Towarzystwo Przyjaciół Prokocimia im. Anny i Erazma Jerzmanowskich", które zajmuje się rozpowszechnianiem wiedzy historycznej o Prokocimiu i stara się o ochronę dla zespołu parkowo-pałacowego. W 1991 park otrzymał imię Erazma Jerzmanowskiego. W 1993 Augustianie, którzy powrócili na Kazimierz do kościoła św. Katarzyny w 1989, odzyskali majątek w Prokocimiu. Od 1 stycznia 2001 ponownie odprawiają msze w parkowej kaplicy. W 2003 po likwidacji domu dziecka w pałacu otworzyli klasztor.
W 2002 w odnowę prokocimskich zabytków włączył się Społeczny Komitet Odnowy Zabytków Krakowa. W 2003 poddano renowacji zabytkową parkową wieżę ciśnień, pochodzącą z 1894, zbudowaną w stylu eklektycznym. Augustianie chcą doprowadzić zespół parkowo-pałacowy do dawnej świetności.
6 lutego 2010 roku prezydent Krakowa Jacek Majchrowski odsłonił w parku pomnik Erazma Jerzmanowskiego, a poświęcił Florian Kosek, proboszcz parafii Matki Bożej Dobrej Rady w Prokocimiu. Wykonawcą pomnika był Stefan Dousa.

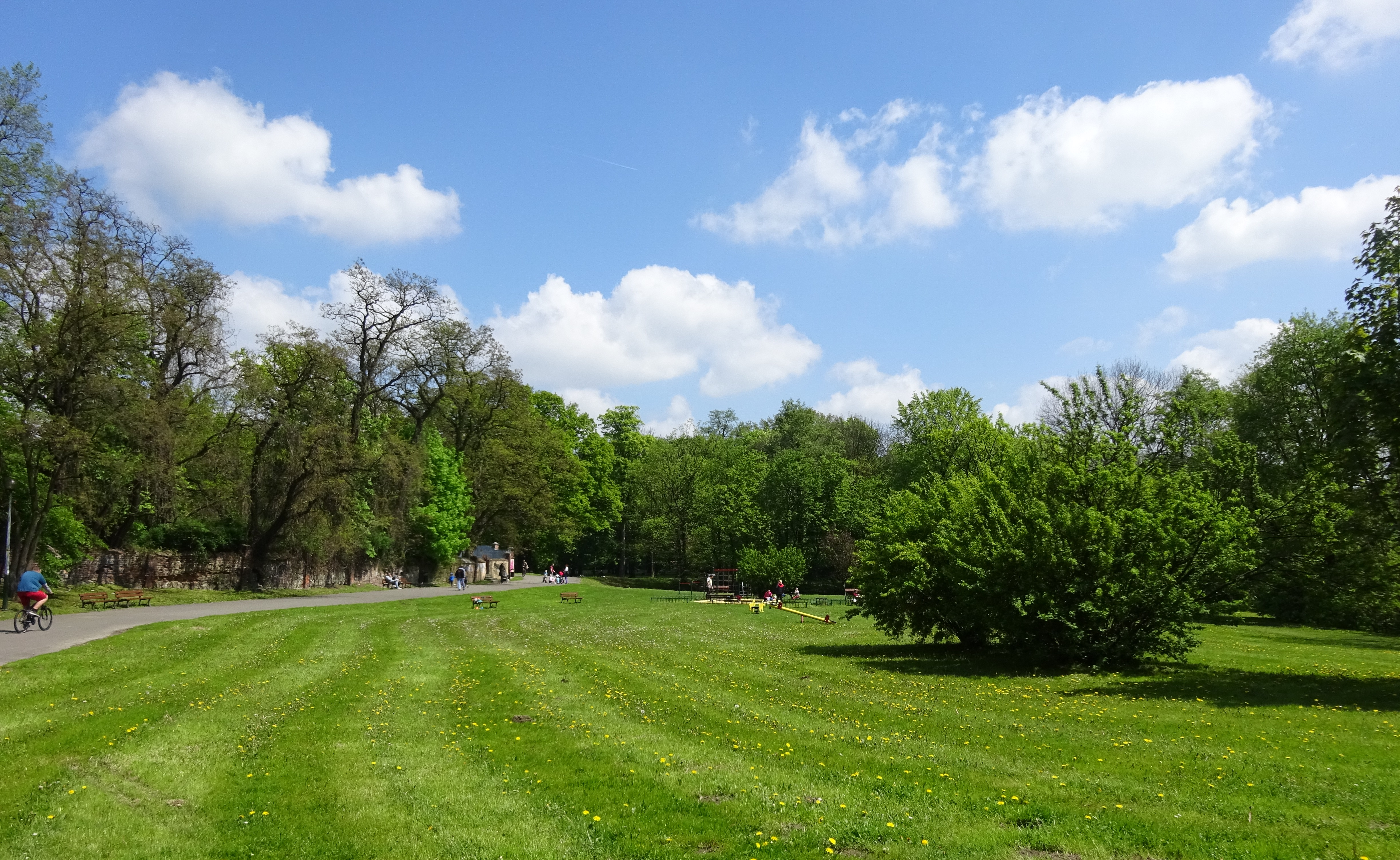
Widok ogólny parku od strony ulicy Wielickiej (2017)

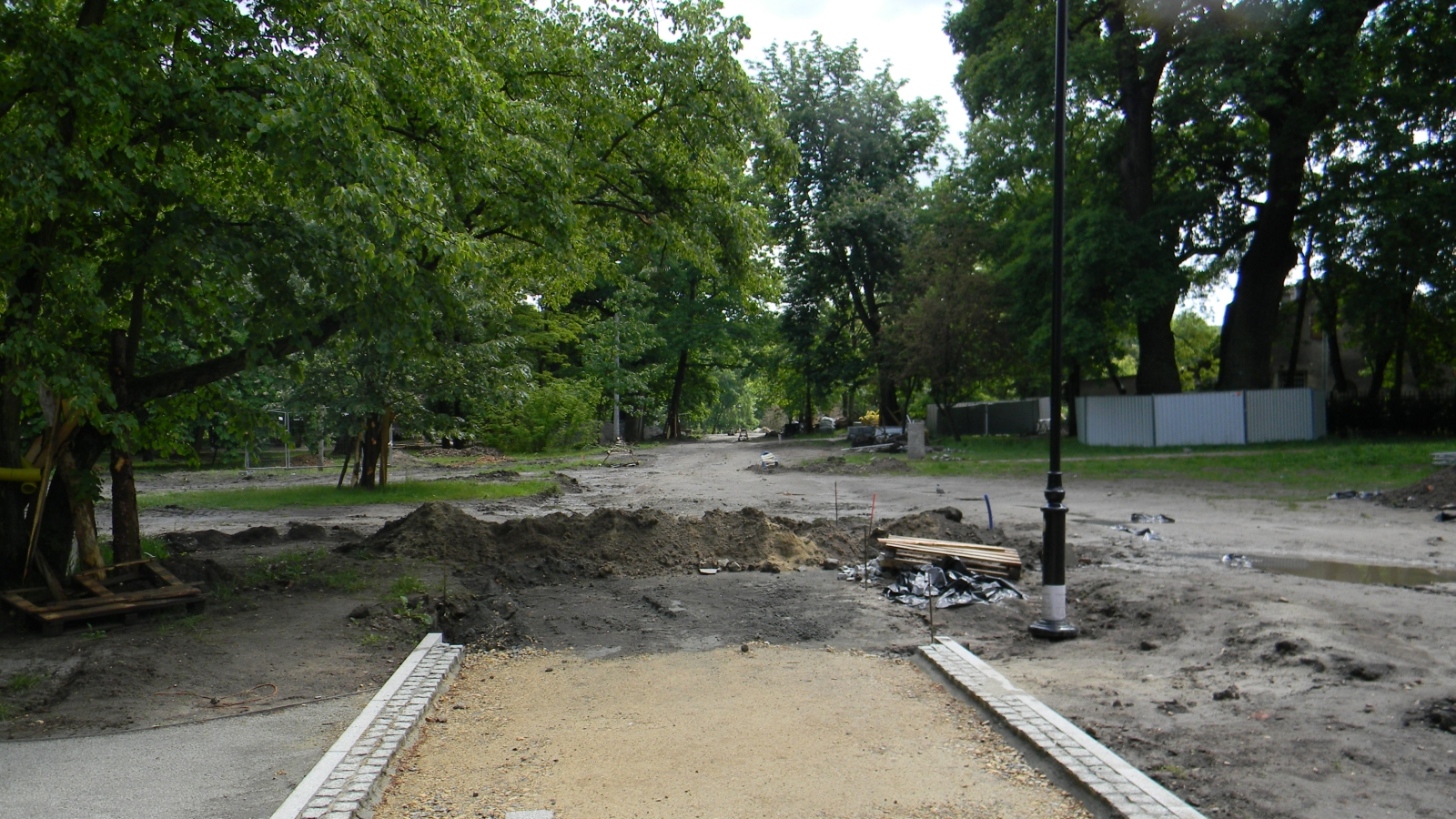
Park Jerzmanowskich podczas przebudowy, maj 2020

W pierwszej i drugiej dekadzie XXI wieku park oczekiwał na inwentaryzację i odtworzenie w części zabytkowej drzewostanu. Wichura, jaka przeszła nad Prokocimiem w maju 1997, powywracała i powyrywała z korzeniami 12 zabytkowych drzew. Obecnie wśród drzew wyróżnić można 4 dęby szypułkowe, czerwonego buka, klonolistnego platana, które znalazły się na liście zabytków jako pomniki przyrody. Na nowych terenach przyłączonych do parku w 2002 posadzono buki czerwone, brzozy płaczące, wierzby mandżurskie i wiśnie japońskie. Powierzchnia parku według oszacowań Zarządu Zieleni Miejskiej z 2016 roku wynosi 5,56 ha, według innych źródeł 7 ha.
W Pałacu Jerzmanowskich swą siedzibę posiada krakowski oddział Polskiego Towarzystwa Miłośników Astronomii oraz Klub Astronomiczny "Regulus". Cyklicznie odbywają się tam wykłady popularnonaukowe poświęcone tej dziedzinie nauki.
W sierpniu 2019 roku park został zamknięty w związku z rozpoczęciem rewitalizacji. Modernizacja zabytkowego parku, prowadzona pod nadzorem konserwatorskim zakończyła się we wrześniu 2020 roku. 26 września park został otwarty. W oficjalnym otwarciu parku uczestniczył Prezydent Krakowa Jacek Majchrowski. W ramach remontu nasadzono łącznie 220 nowych drzew, m.in. lipy holenderskie, lipy drobnolistne, klony polne, jesiony wyniosłe, jarzęby szwedzkie, dęby szypułkowe, kasztanowce, wiązy, graby, buki, magnolie i grujecznik japoński. Wśród 8 tysięcy dosadzonych krzewów dominują cisy, berberysy, jaśminowce, hortensje, forsycje, derenie i ligustry. Uzupełniono również nasadzenia bylin w liczbie ponad 29 tysięcy – w formie swobodnych rabat oraz w formie specjalnej rabaty, zaznaczającej bieg dawnej młynówki. Wyremontowano nawierzchnie alejek parkowych, zamontowano nowe ogrodzenie parku, nowe oświetlenie, toaletę, wyremontowano również mostki nad Drwinką. Uzupełniono infrastrukturę w postaci placów zabaw dla dzieci oraz plenerową siłownię.
Jednym z głównych elementów nowej kompozycji parku stały się dwie fontanny. Jedną z nich jest okrągła fontanna wykonana jeszcze za czasów Jerzmanowskich. Drugą jest pochodząca z lat 60. fontanna projektu prof. Wiktora Zina, która początkowo została umieszczona na Rynku Głównym, z biegiem lat zdemontowana i schowana w magazynach, powróciła do przestrzeni publicznej w Parku Jerzmanowskich, po remoncie.

## Galeria

Park – galeria zdjęć (2006–2009)
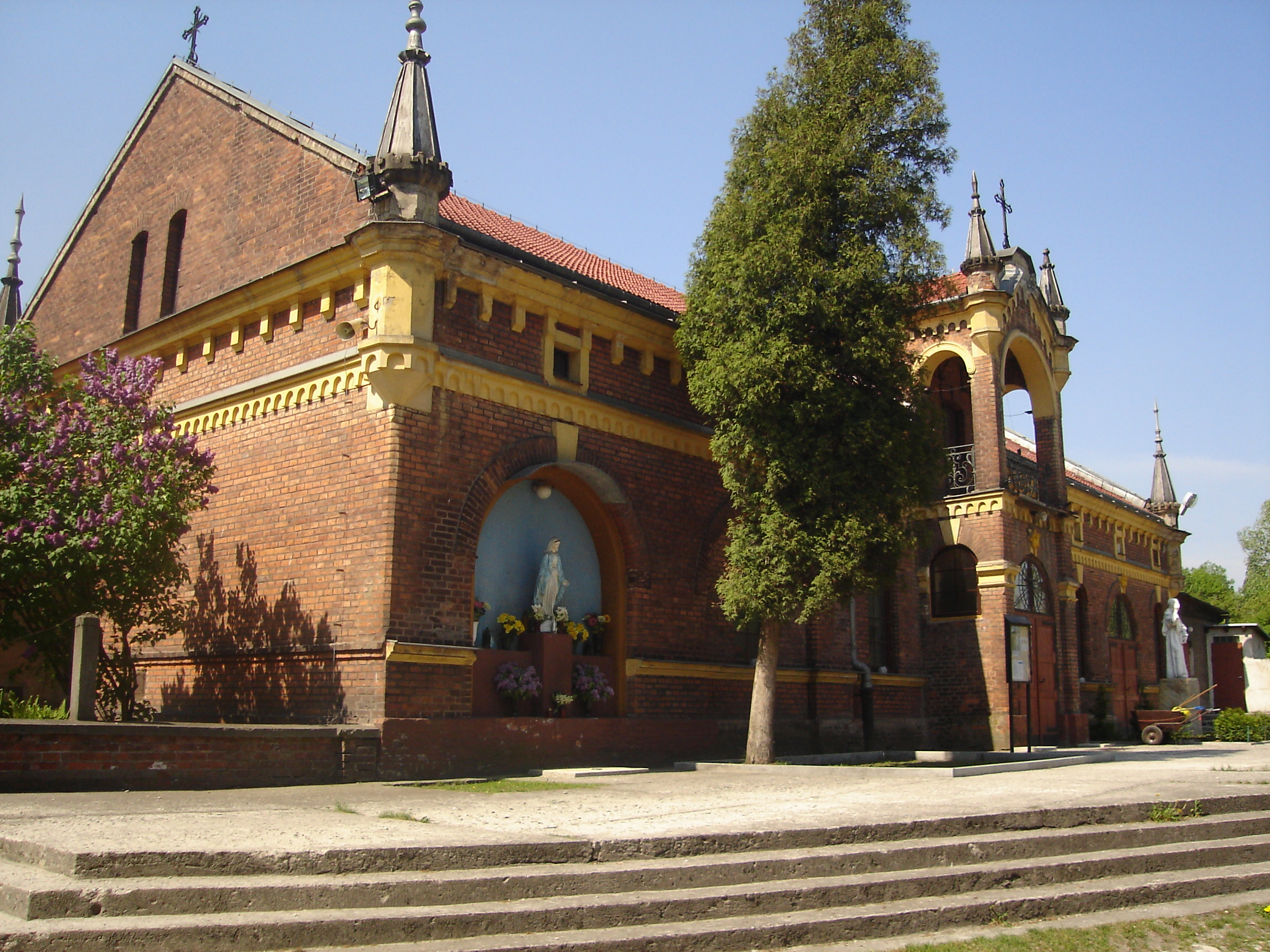
Kościół Rektoralny pw. św. Mikołaja z Tolentino
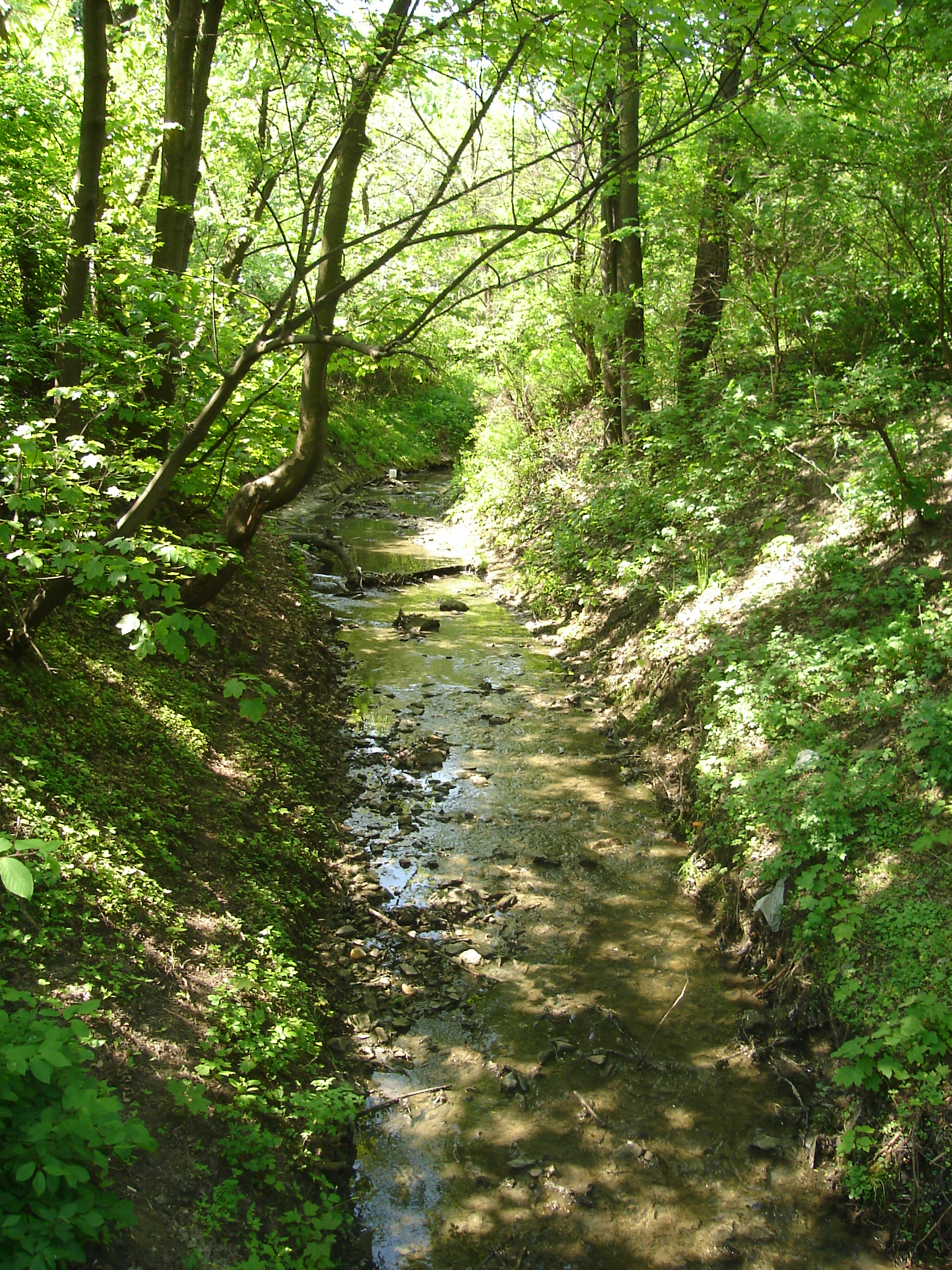
rzeka Drwinka
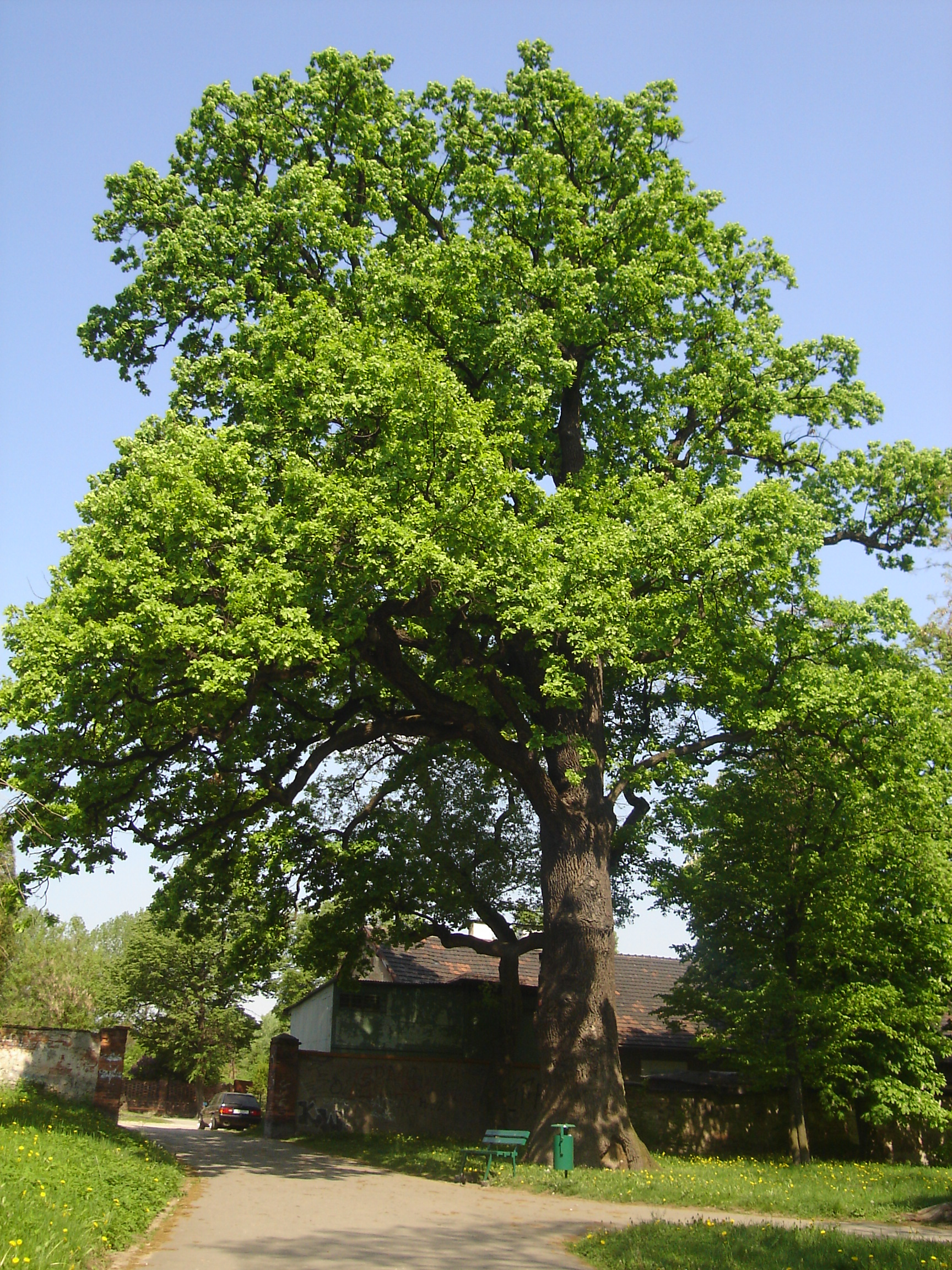
Pomnik przyrody
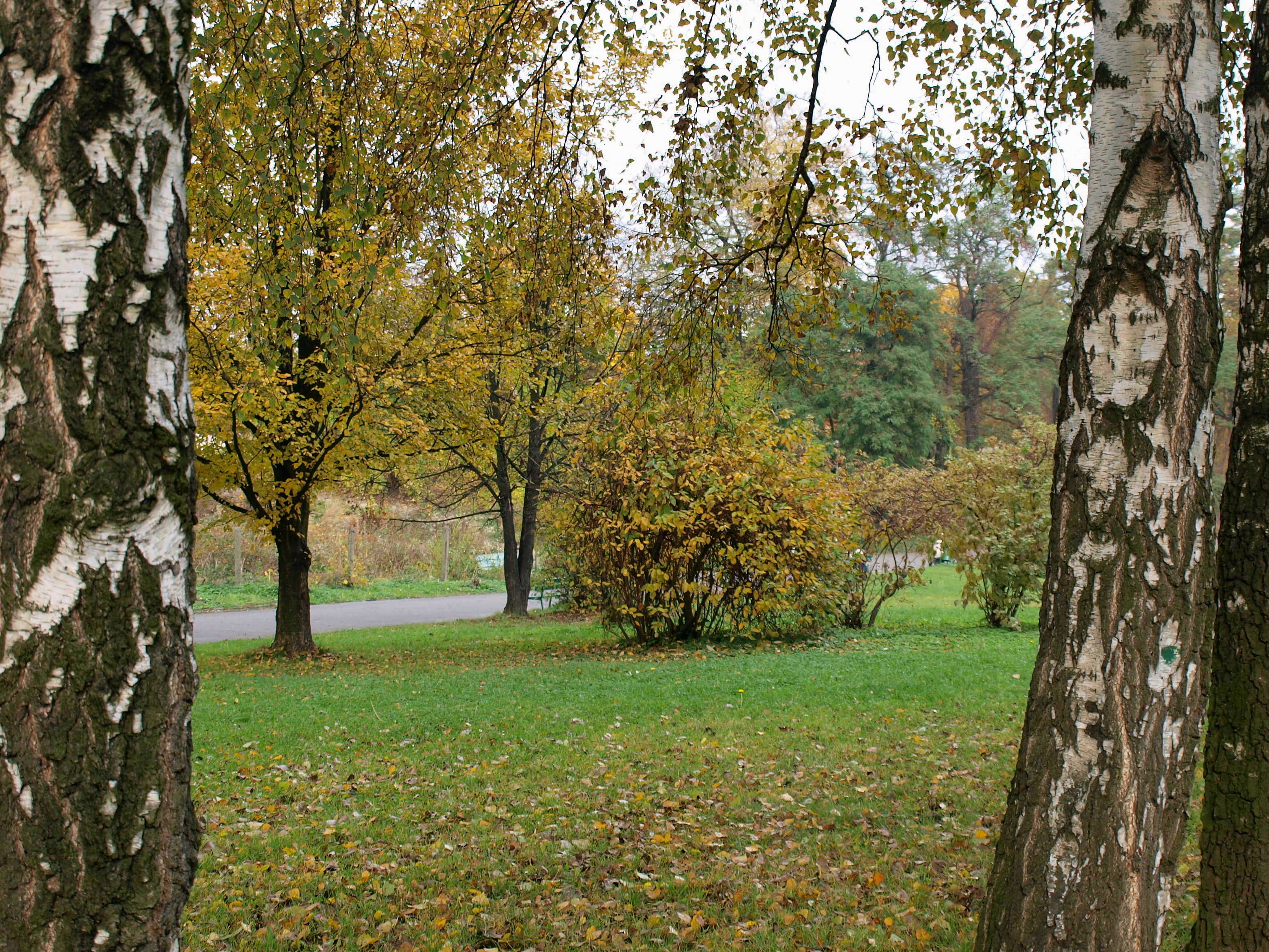
Brzozy
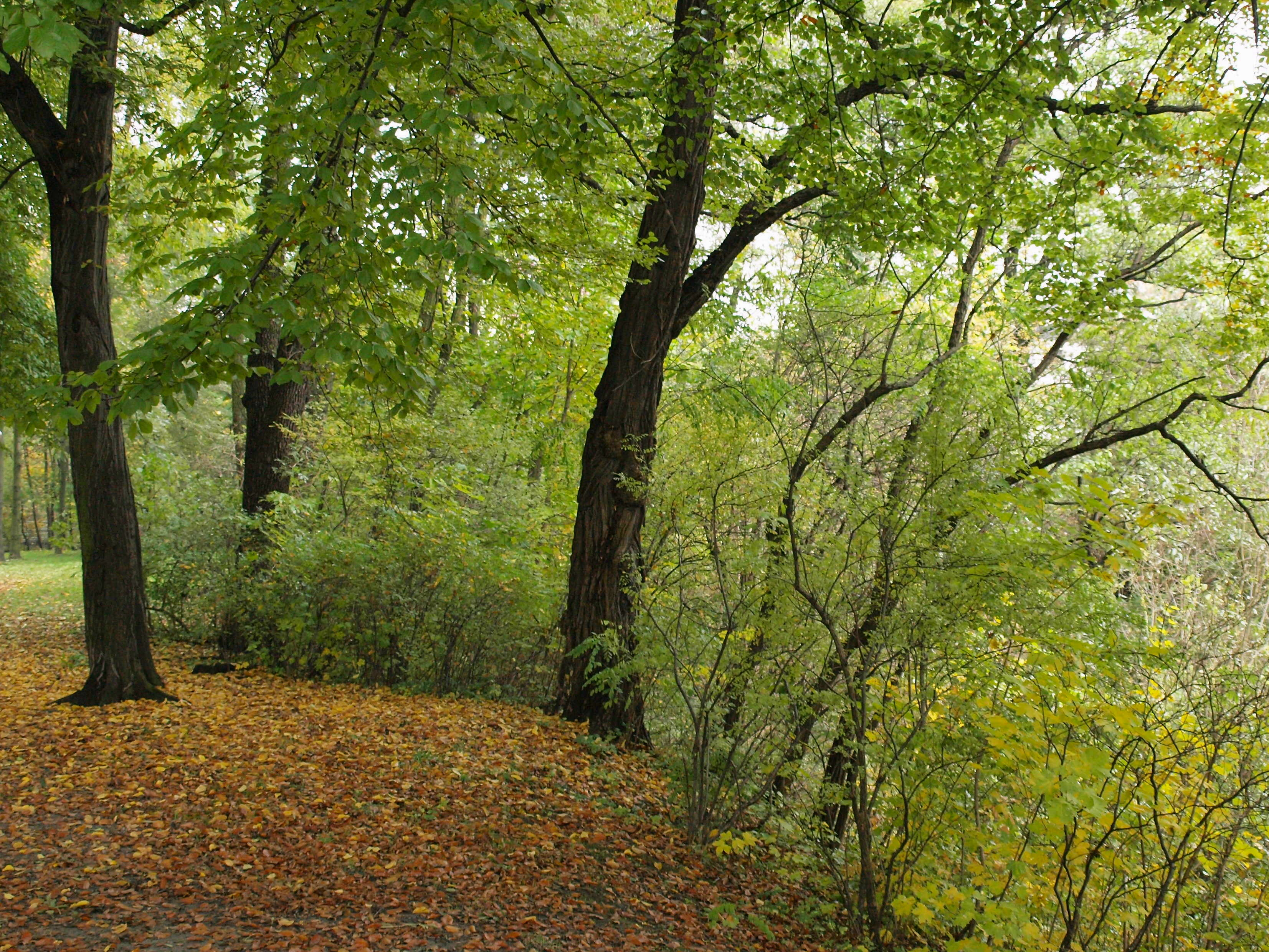
Zarośla nad Drwinką
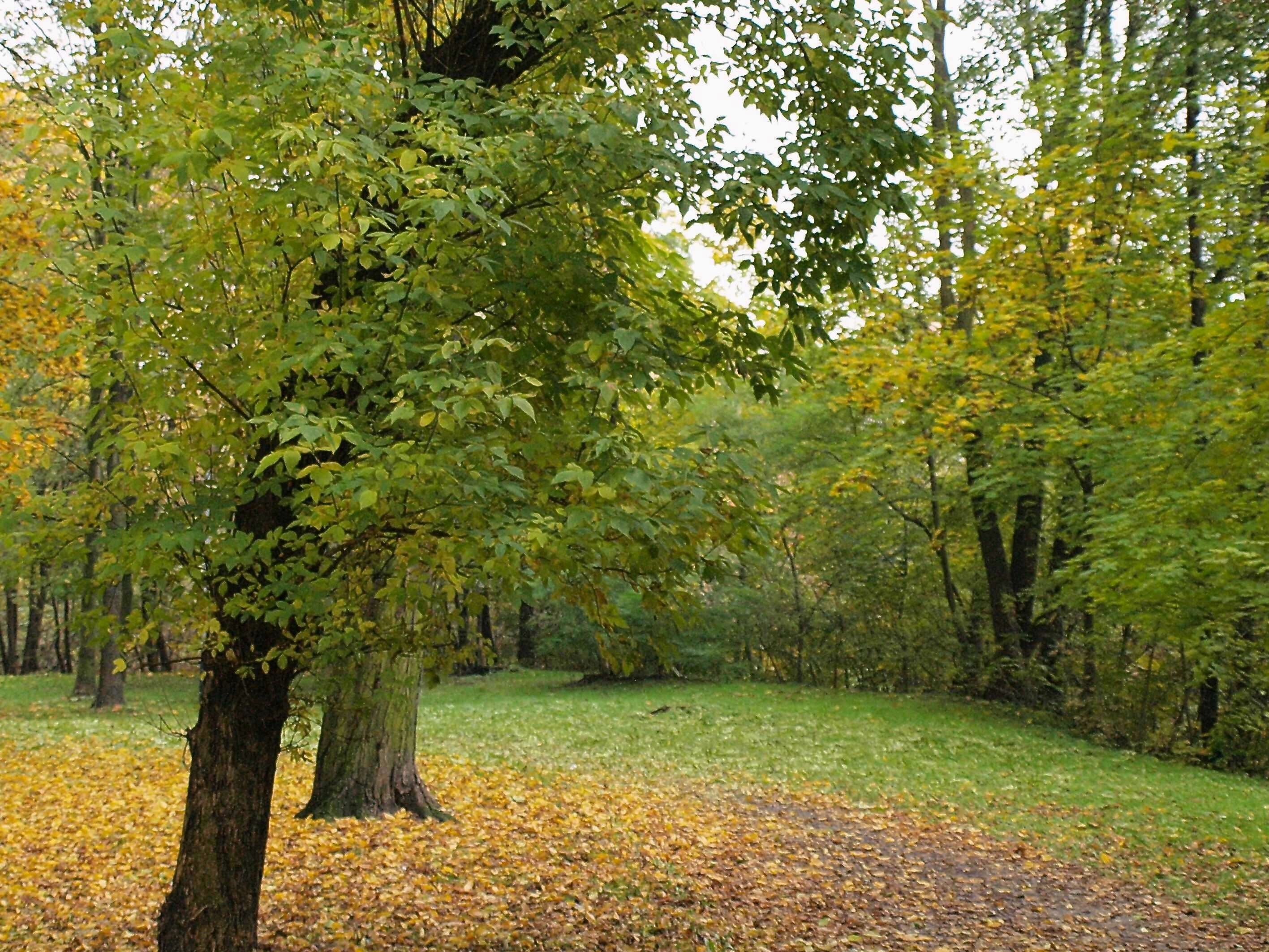
Okolice Drwinki
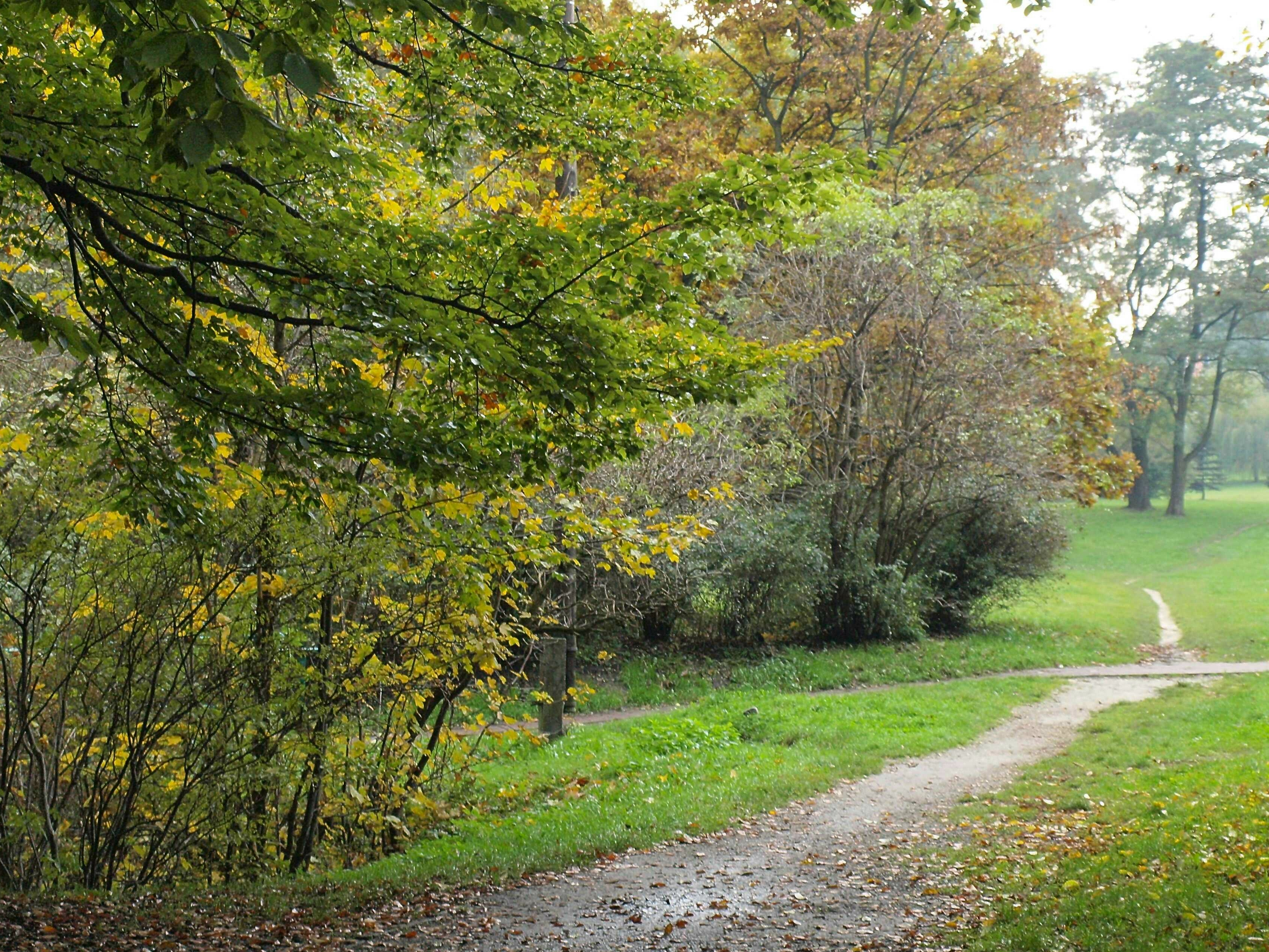
Parkowa alejka
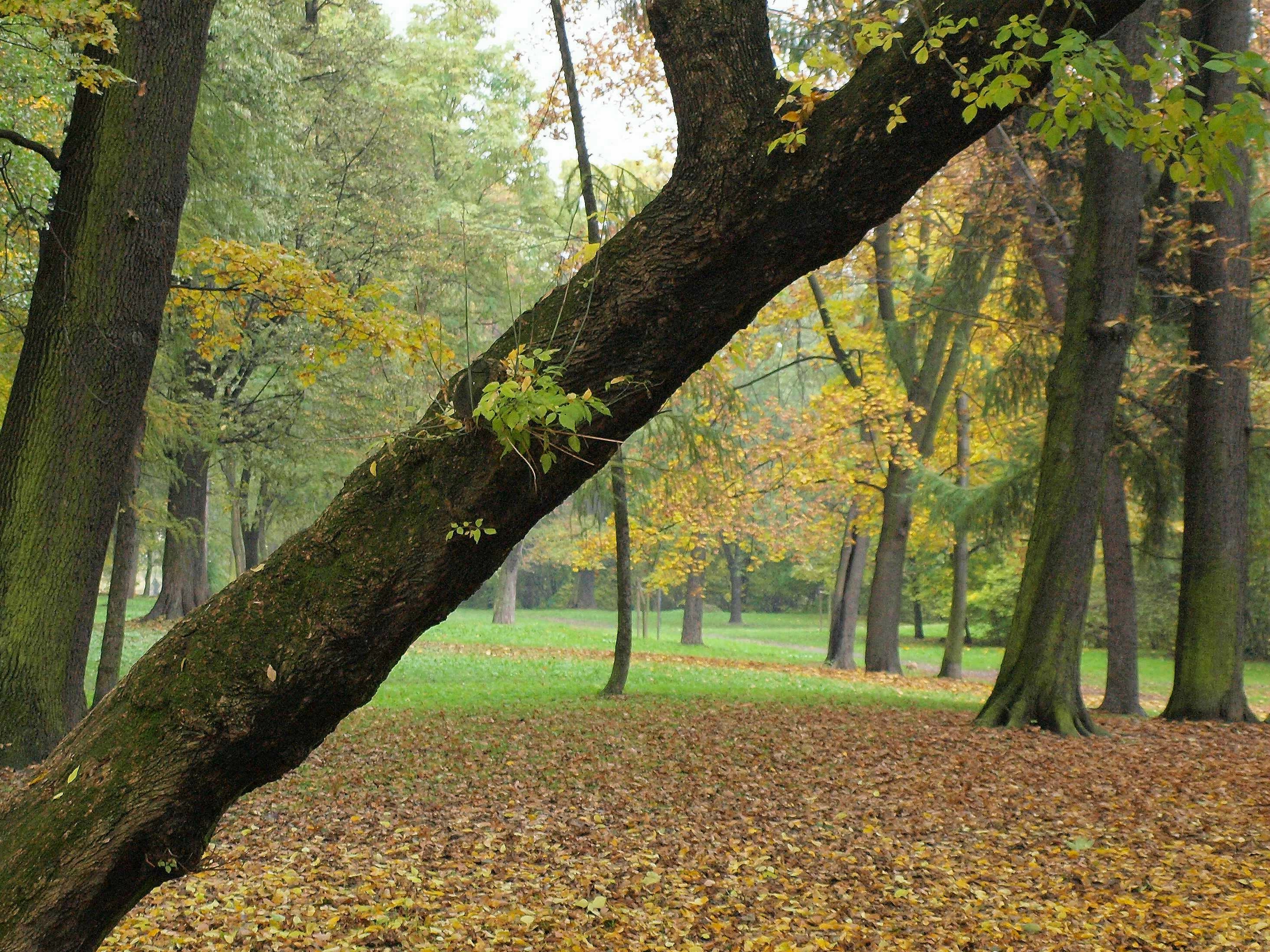
Jesienne klimaty

Otoczenie architektoniczne parku
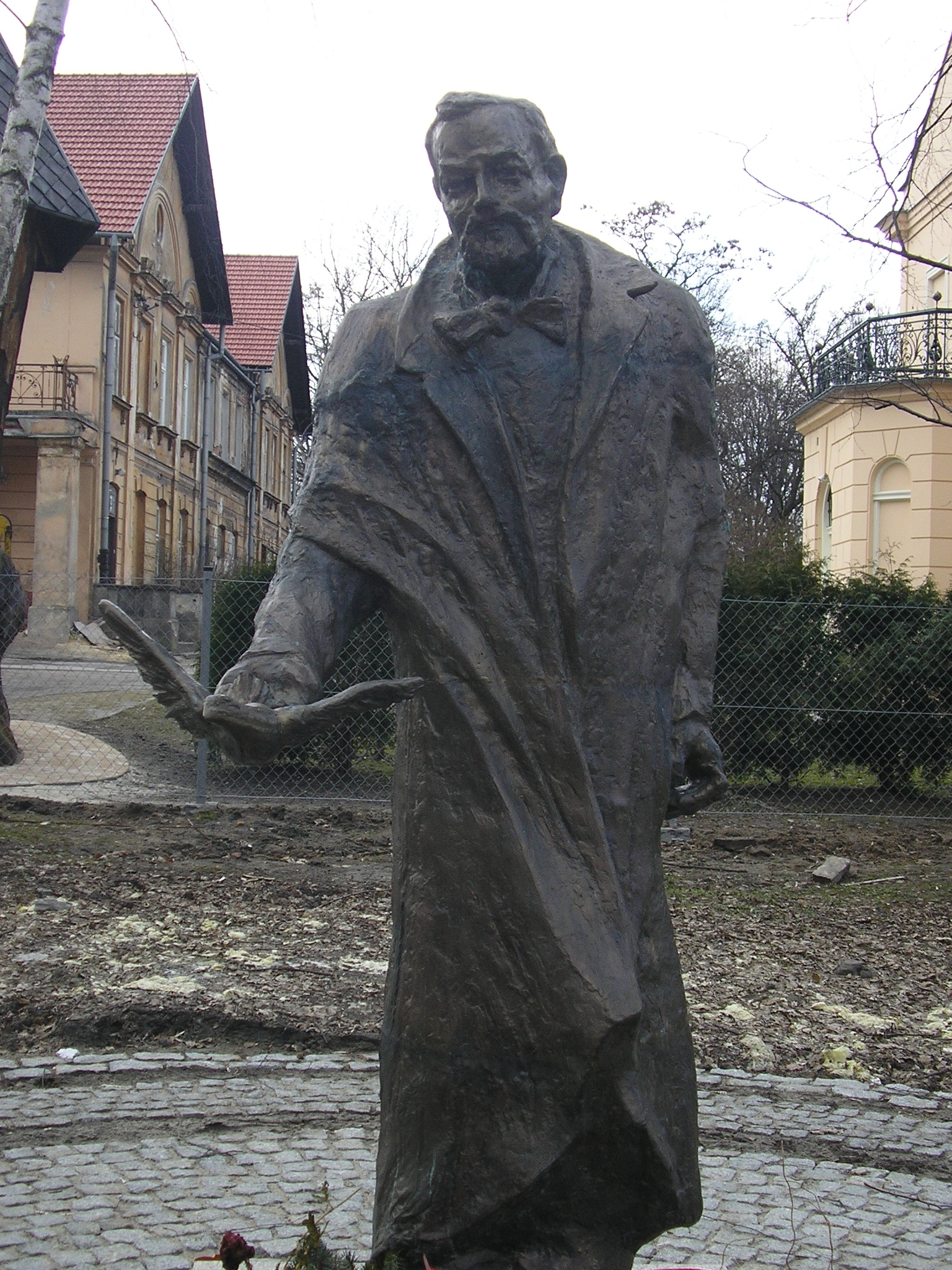
Pomnik Erazma Jerzmanowskiego w kompleksie zabudowań pałacowo dworskich
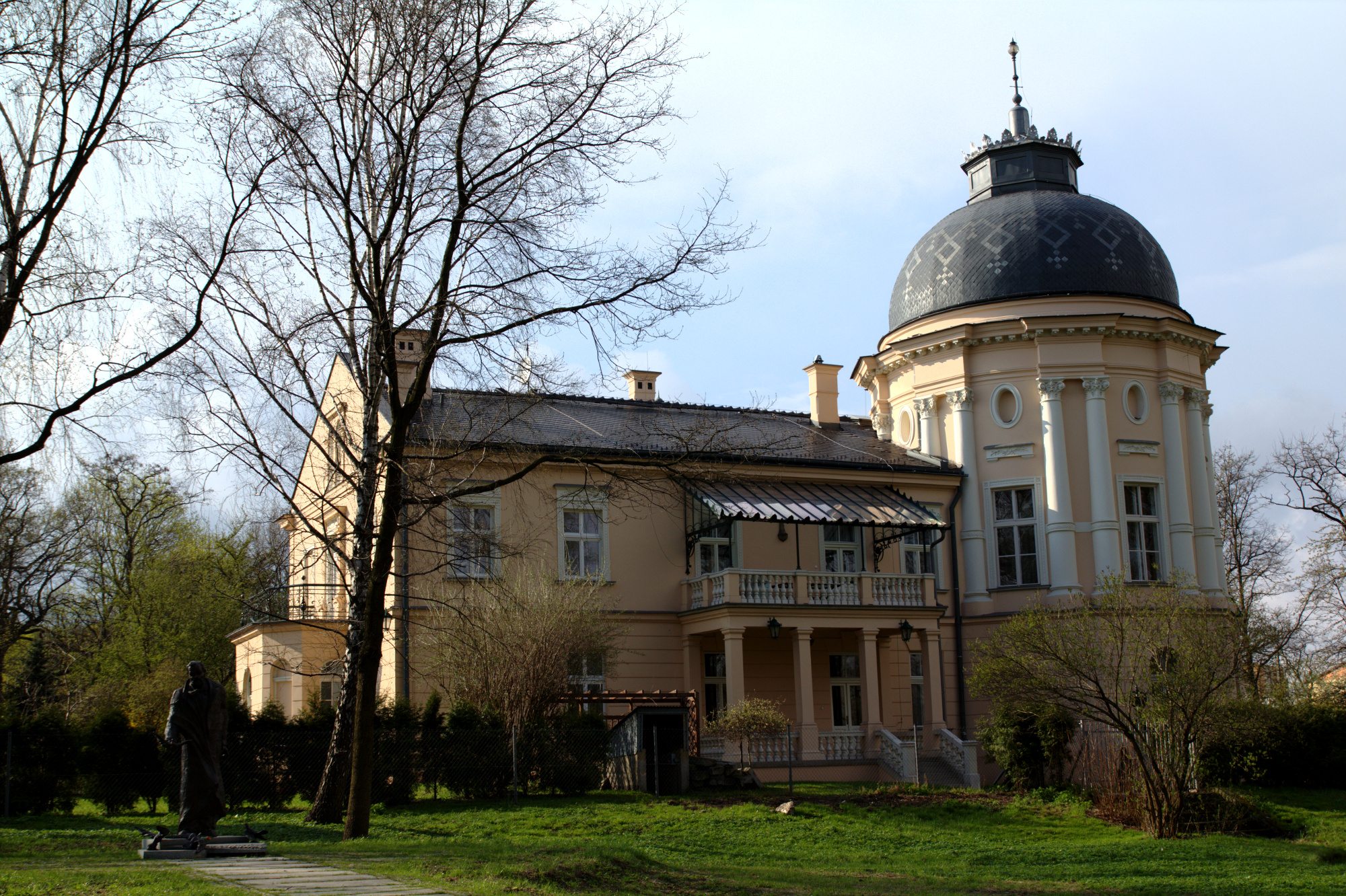
Pałac Jerzmanowskich
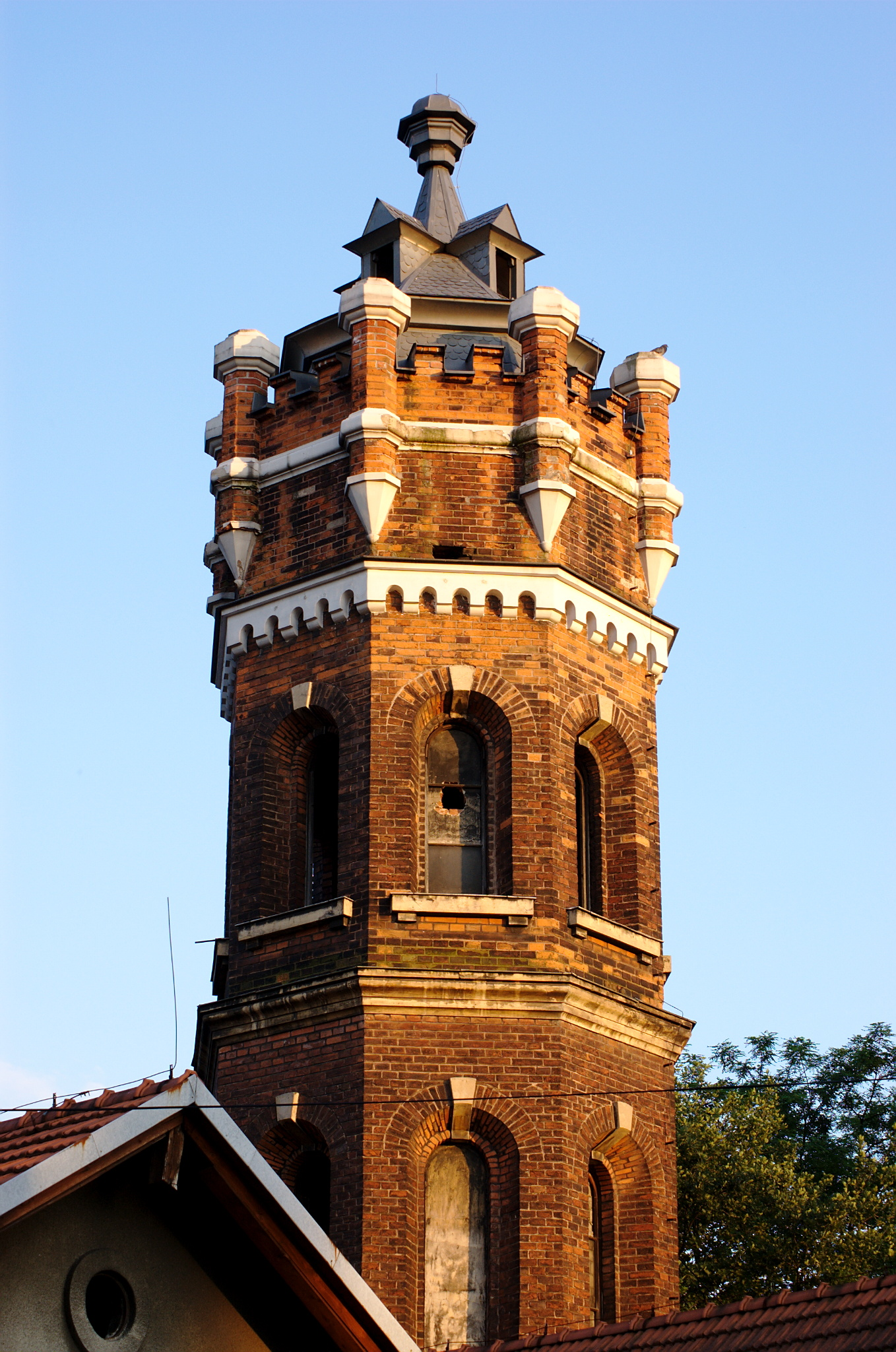
Zabytkowa wieża ciśnień

Park – galeria zdjęć, po remoncie (2020)
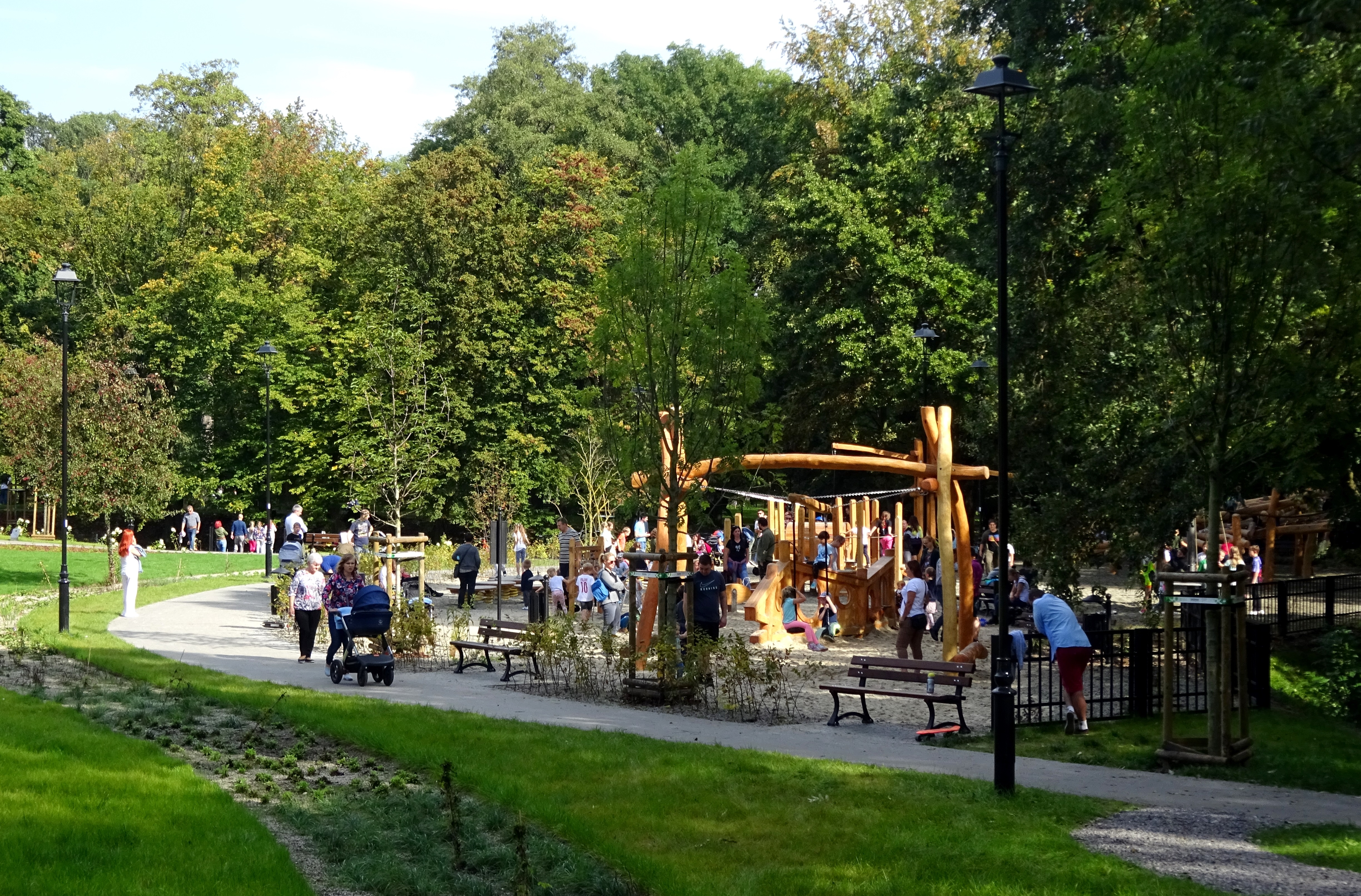
Plac zabaw
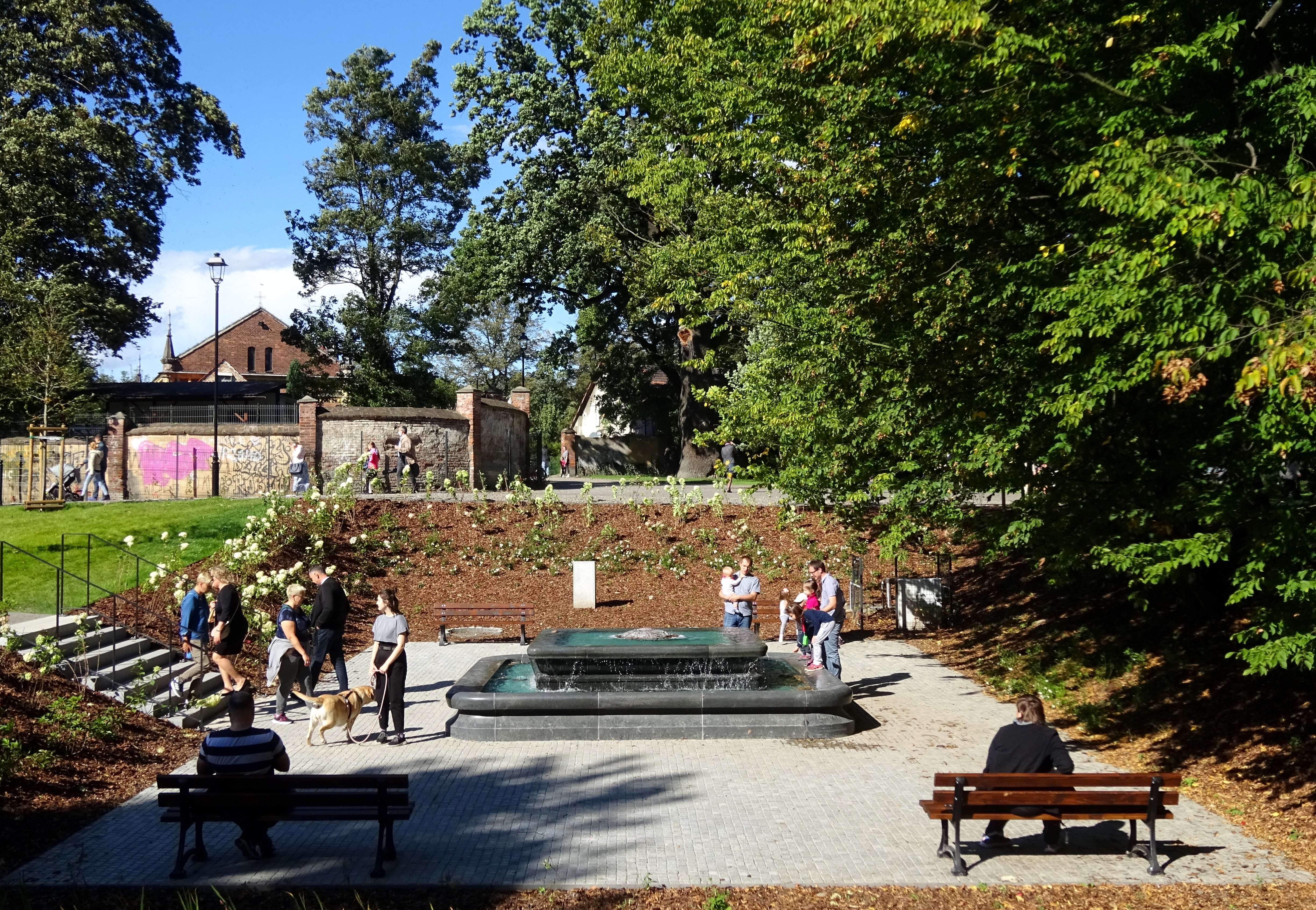
Fontanna projektu prof. Wiktora Zina wraz z otoczeniem
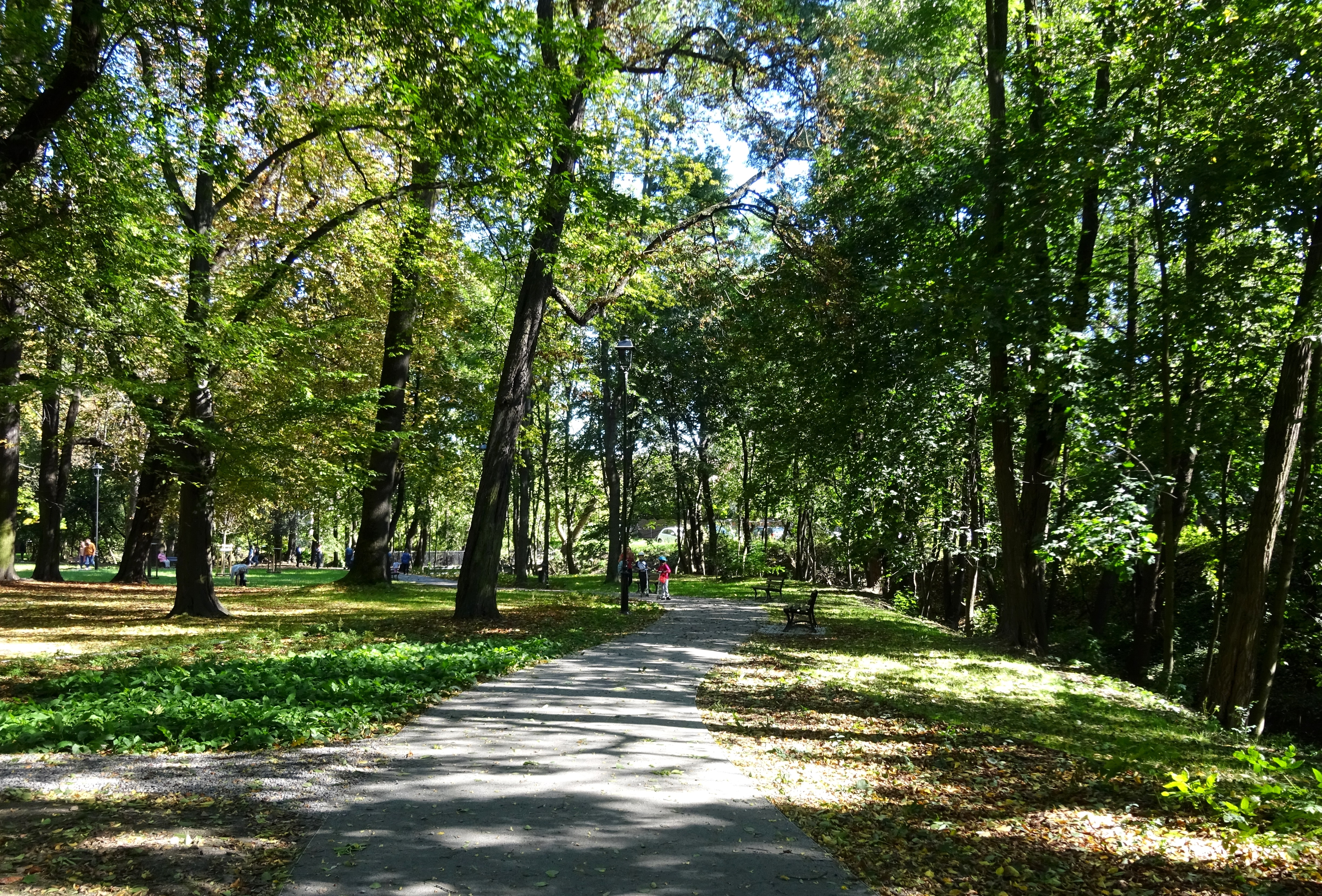
Widok ogólny, alejka nad Drwinką
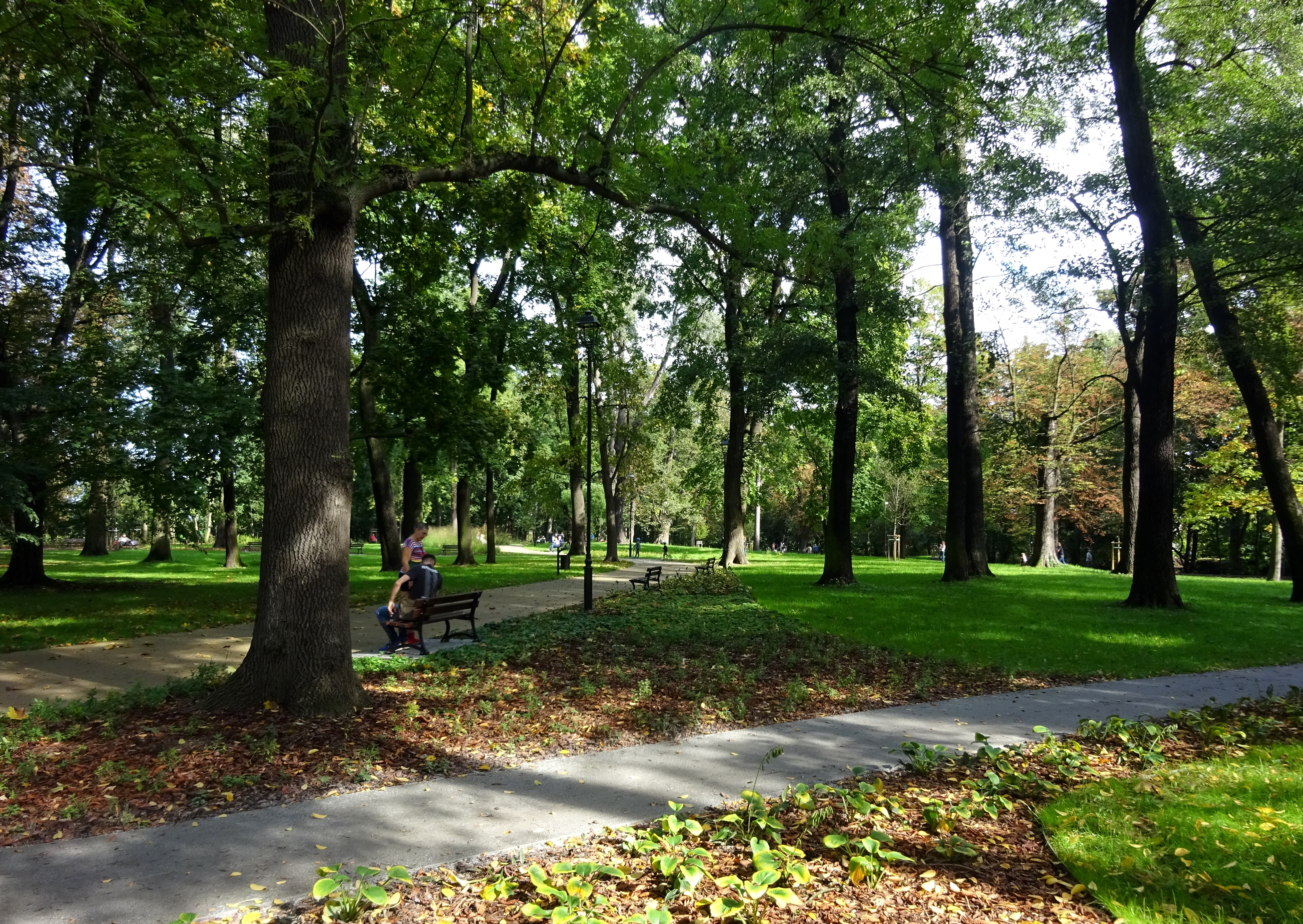
Widok ogólny